# ATI All-in-Wonder
All-in-Wonder (скорочення AIW) — це комбінована відеокарта та ТБ-тюнер, розроблений ATI Technologies. Перша демонстрація відбулась 11 листопада 1996 року. Раніше ATI використовувала торгову марку «Wonder» на інших відеокартах, однак вони не були повноцінними комбінованими тв/графічними картами (EGA Wonder, VGA Wonder, Graphics Wonder). ATI також випустила інші телевізійні карти, які використовують слово «Wonder» (TV Wonder, HDTV Wonder, DV Wonder) і пульт дистанційного керування (Remote Wonder). Лінійка All-in-Wonder дебютувала з серією чипсетів Rage. Карти були доступні в двох форматах, створених сторонніми виробниками (позначені як «Powered by ATI»), а також самою ATI («Built by ATI»).
Кожна з пізніших карт All-in-Wonder заснована на чипсеті Radeon з додатковими функціями, які вбудовані в плату. Карти AIW працюють на нижчих тактових частотах (два винятки — AIW 9600XT/AIW X800XT швидше/така ж швидкість), ніж їх звичайні аналоги, щоб зменшити споживання тепла та енергії. У червні 2008 року AMD відновила лінійку продуктів за допомогою моделі HD. Після цього більше моделей не випускалось. 

## Комплектація

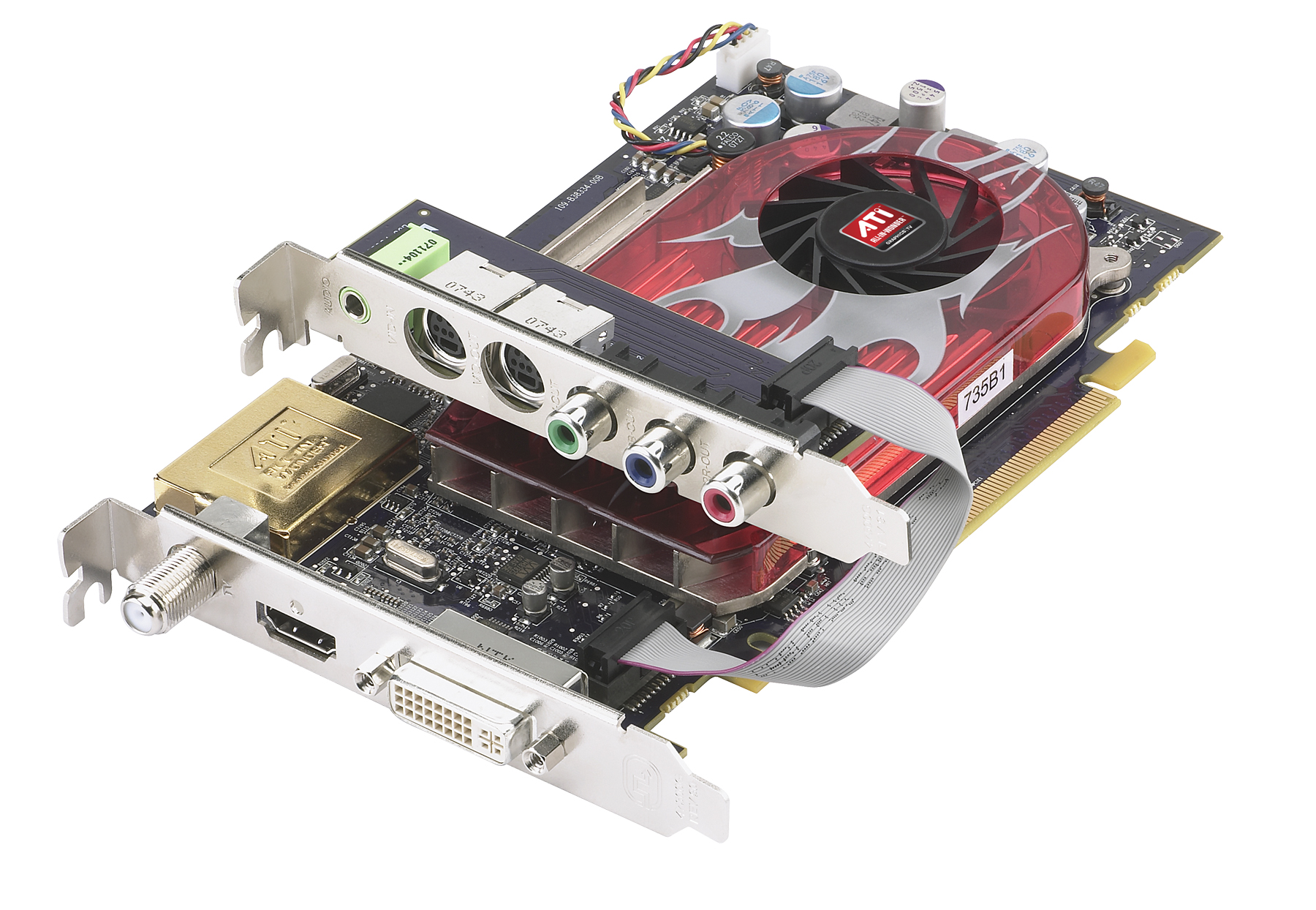
All-in-Wonder HD Graphics і карта ТБ тюнера з комплектом аксесуарів

Карти використовують різноманітні спеціалізовані порти збоку для виведення на телевізори, при цьому роздрібна версія оснащена композитними портами та можливістю виведення на компонент. Більш пізні продукти також поставляються з дистанційним керуванням Remote Wonder і USB RF для прийому радіочастотних сигналів з пульта. Деякі варіанти All-in-Wonder також включали настройку FM-радіо. Деякі аналогові тюнери були в комплекті з телегідом Gemstar Guide Plus+ для телевізійних списків, тоді як цифрові тюнери використовували замість них TitanTV.

## Драйвера
Драйвери карток AIW засновані на драйверах Catalyst від ATI з додатковими драйверами уніфікованого потоку T200. Єдиними операційними системами, які повністю підтримують телевізійний запис за допомогою цих карт, є Microsoft Windows XP, 2000, 98 і 95. Драйвери дисплею працюють завдяки Linux, а телевізійний запис підтримується на деяких картах із проєктом GATOS.

## Модельний ряд
| Назва моделі                   | Чип на якому оснований | Варіації             | Цифровий/аналоговий сигнал       | AVIVO | Інтерфейс        | Дата показу                                          |
| ------------------------------ | ---------------------- | -------------------- | -------------------------------- | ----- | ---------------- | ---------------------------------------------------- |
| All-in-Wonder HD               | Radeon HD 3650         | (Тільки загальний)   | Цифровий/аналоговий              | Так   | PCI Express 2.0  | 26 червня 2008                                       |
| All-in-Wonder X1900            | Radeon X1900           | (Тільки загальний)   | Цифровий/аналоговий              | Так   | PCI Express      | 24 січня 2006                                        |
| All-in-Wonder X1800 XL         | Radeon X1800 XL        |                      | Цифровий/аналоговий              | Так   | PCI Express      | 21 листопада 2005                                    |
| All-in-Wonder 2006 PCI Express | Radeon X1300           | (Тільки загальний)   | Цифровий/аналоговий              | Так   | PCI Express      | 22 грудня 2005                                       |
| All-in-Wonder X800             | Radeon X800            | GT, XL, XT           | Аналоговий (цифровий лише на GT) | Ні    | PCI Express, AGP | 9 вересня 2004 (XT)                                  |
| All-in-Wonder X600 Pro         | Radeon X600 Pro        |                      | Аналоговий                       | Ні    | PCI Express      | 21 вересня 2004                                      |
| All-in-Wonder 9800             | Radeon 9800            | SE, Pro              | Аналоговий                       | Ні    | AGP              | 7 квітня 2003                                        |
| All-in-Wonder 9700             | Radeon 9700 Pro        | Звичайний, Pro       | Аналоговий                       | Ні    | AGP              | 30 вересня 2002 25 лютого 2003 (Європа, Pro варіант) |
| All-in-Wonder 9600             | Radeon 9600            | XT, Pro, Звичайний   | Аналоговий                       | Ні    | AGP              | 5 серпня 2003 (Pro) 6 січня 2004 (Звичайний, XT)     |
| All-in-Wonder 9200             | Radeon 9200            |                      | Аналоговий                       | Ні    | AGP, PCI         | 26 січня 2004                                        |
| All-in-Wonder 9000 Pro         | Radeon 9000 Pro        |                      | Аналоговий                       | Ні    | AGP              | 31 березня 2003                                      |
| All-in-Wonder Radeon 8500      | Radeon 8500            | Звичайний, 128MB, DV | Аналоговий                       | Ні    | AGP              | 30 серпня 2001 (DV)                                  |
| All-in-Wonder Radeon 7500      | Radeon 7500            |                      | Аналоговий                       | Ні    | AGP              | 22 січня 2002                                        |
| All-in-Wonder VE               | Radeon 7000            |                      | Аналоговий                       | Ні    | PCI              | 2 грудня 2002 25 лютого 2003 (Європа)                |
| All-in-Wonder Radeon           | Radeon 7200            |                      | Аналоговий                       | Ні    | AGP, PCI         | 31 червня 2000                                       |
| All-in-Wonder 128              | 3D Rage 128            | Звичайний, Pro       | Аналоговий                       | Ні    | AGP, PCI         | 25 січня 1999                                        |
| All-in-Wonder Pro              | 3D Rage Pro            |                      | Аналоговий                       | Ні    | AGP, PCI         | 20 жовтня 1997                                       |
| All-in-Wonder                  | 3D Rage II+            | 2 МБ, 4 МБ           | Аналоговий                       | Ні    | PCI              | 11 листопада 1996                                    |